# Poľana (Nízké Tatry)
Poľana je vrch o nadmořské výšce 1889 m v hlavním hřebenu Nízkých Tater mezi Kotlisky a Derešemi nad Dolnou Lehotou. Z vrcholu vybíhá na sever mohutná rozsocha k hoře Bôr. Vrcholem vede Cesta hrdinů SNP.

## Přístup
- po  značce z Kotlisk nebo z Dereší
- po  značce z Demänovské doliny